# Bibliografia sobre o rio São Francisco
Esta bibliografia reúne os livros sobre o rio São Francisco. Seu ambiente e cultura influenciou autores como Guimarães Rosa, Teodoro Sampaio e Euclides da Cunha.

## Não-ficção
| Título | Autor(es)                                                                | Dados da edição | Ano                  | Temática                                                              |
| --- | ------------------------------------------------------------------------ | --- | -------------------- | --------------------------------------------------------------------- |
| O Rio São Francisco e a Chapada Diamantina                                                                   | Teodoro Sampaio                                                          | Ed. Companhia das Letras, S. Paulo, ISBN 8535902562 (352 pág.)                                                                                | 2002                 | Viagem                                                                |
| Rio sem histórias: leituras sobre o Rio São Francisco                                                        | Vanessa Maria Brasil                                                     | Ed. FAPESE, ISBN 9788587110503 (259 pág.) | 2005                 | Historiografia                                                        |
| Relatório Concernente a Exploração do Rio São Francisco desde a Cachoeira de Pirapora até o Oceano Atlântico | Henrique Guilherme Fernando Halfeld                                      | Ed. Typographia Moderna de Georges Bertrand, Rio de Janeiro                                                                                   | 1854                 | Viagem, relatório                                                     |
| Viagem às nascentes do Rio São Francisco e pela província de Goyaz                                           | Auguste de Saint-Hilaire                                                 | Cia Editora Nacional, São Paulo (2 vol: Vol 1 -Download)                                                                                      | 1937                 | Viagem                                                                |
| Navegação Do Rio São Francisco                                                                               | Fernando da Matta Machado                                                | Ed. Topbooks, 2ª ed., ISBN 978-8574750446 (434 pág.)                                                                                          | 2002                 | História                                                              |
| Carrancas do São Francisco                                                                                   | Paulo Pardal                                                             | Ed. Martins Fontes, ISBN 978-8533622609 (310 pág.)                                                                                            | 2006                 | Folclore                                                              |
| A viagem das carrancas                                                                                       | Lorenzo Mammi                                                            | Ed. Martins Fontes, 1ª ed., ISBN 978-8578279752 (288 pág.)                                                                                    | 2015                 | Folclore                                                              |
| São Francisco Rio Abaixo                                                                                     | Olavo Romano                                                             | Ed. Conceito Editorial (178 pág.) | 2006                 | Viagem, fotografia                                                    |
| Rio São Francisco - História, Navegação e Cultura                                                            | Zanoni Neves                                                             | Ed. UFJF, ISBN 978-8576720546 (166 pág.) | 2009                 | Informações gerais, antropologia                                      |
| Rio São Francisco - Uma Caminhada entre Vida e Morte                                                         | Luís Flávio Cappio • Adriano Martins • Renato Kirchner                   | Ed. Vozes, 2ª ed, ISBN 978-8532614100 (110 pág.)                                                                                              | 1995                 | Análise, religião                                                     |
| O Rio São Francisco: Fator Precípuo da Existência do Brasil                                                  | Geraldo Rocha                                                            | Cia Editora Nacional, São Paulo, ISBN 978-8504007886, Coleção Brasiliana (303 pág.)                                                           | 2004 (1940 download) | Histórico, análises                                                   |
| Eu sou o Rio São Francisco                                                                                   | Ivo das Chagas                                                           | Ed. Unimontes, ISBN 978-85-7739-508-8 (64 pág.)                                                                                               | 2014                 | Linguística, letras e artes                                           |
| O Rio São Francisco                                                                                          | Agenor Augusto de Miranda                                                | Companhia Editora Nacional, São Paulo | 1941 download)       | Histórico, análises                                                   |
| O Rio São Francisco                                                                                          | - Iara Coronate - Fernanda Grandis                                       | Ed. FTD, ISBN 8532215041 (30 pág.) | 1998                 | Infantil                                                              |
| Rio São Francisco River                                                                                      | Célia de Assis (org.)                                                    | Ed. Prêmio, São Paulo (127 pág., bilíngue) | 1997                 | Fotografia, textos                                                    |
| Oparapitinga Rio São Francisco                                                                               | José Caldas                                                              | Ed. Casa da Palavra, ISBN ‎978-8587220554 (156 pág.; textos de Walter Firmo, Frei Betto, Emanoel Castro, Fernando Gabeira, Bené Fonteles, etc) | 2002                 | Fotografia, textos                                                    |
| Brasil Interior: palestras populares – Folk-lore das margens do S. Francisco                                 | Manuel Ambrósio                                                          | Editor Nelson Benjamin Monção, São Paulo | 1934                 | Folclore                                                              |
| No Vale das Maravilhas                                                                                       | Noraldino Lima                                                           | Ed. Imprensa Oficial do Estado de Minas Gerais, Belo Horizonte (222 pág.)                                                                     | 1925                 | Geografia, costumes                                                   |
| Ribeira do São Francisco                                                                                     | Manuel Cavalcanti Proença                                                | Ed. Biblioteca Militar (192 pág.) | 1944                 | Folclore, geografia                                                   |
| O Médio São Francisco - Uma sociedade de pastores guerreiros                                                 | Wilson Lins                                                              | Ed. Companhia Editora Nacional, 3ª ed. Vol. 377 col. Brasiliana, Prefácio de Thales de Azevedo (150 pág.)                                     | 1983                 | Geografia, história, folclore                                         |
| O Velho Chico em Três Tempos: 1925 / 1944 / 2010                                                             | Carlos Diamantino Alkmim                                                 | Ed. autoral (236 pág.) | 2011                 | História; dialoga com as obras de Noraldino Lima e Cavalcanti Proença |
| Peixes do rio São Francisco: nativos, endêmicos e exóticos                                                   | Elizângela Maria de Souza e Daniel Ferreira Amaral (Org.) Vários Autores | Ed. IFSertãoPE, Petrolina, ISBN 978-65-89380-08-5 (133 pág., ilustrado, e-book)                                                               | 2022                 | Ictiologia, piscicultura, pesca                                       |

## Ficção
| Título                                                    | Autor(es)                    | Dados da edição                                                    | Ano  | Temática                  |
| --------------------------------------------------------- | ---------------------------- | ------------------------------------------------------------------ | ---- | ------------------------- |
| A Cachoeira de Paulo Afonso (PDF)                         | Castro Alves                 | Ed. póstuma, Imprensa Econômica, Salvador (excerto de Os Escravos) | 1876 | poesia                    |
| Lendas do Rio São Francisco                               | Francisco Batista dos Santos | Ed. Clube de Autores, ISBN 9788578010904 (40 pág.)                 | 2011 | infantil, folclore        |
| Opará - Contos, cantos e encantos                         | Patricia Pacini              | Matrix Editora; 1ª edição (144 p.)                                 | 2017 | contos                    |
| ABC do São Francisco                                      | Sávia Dumont                 | Ed. Dimensão, 2ª ed, ISBN 978-8573190496 (64 pág.)                 | 2015 | Infantil, informes gerais |
| Guerreiro do Velho Chico: A História do Rio São Francisco | Eugênio Bulhões              | Ed. Clube de Autores (77 pág.)                                     | 2020 | romance                   |